# Indywidualne Mistrzostwa Świata w Ice Speedwayu 1970
Indywidualne Mistrzostwa Świata w ice speedwayu 1970 – cykl zawodów motocyklowych na lodzie, mający na celu wyłonienie medalistów indywidualnych mistrzostw świata w sezonie 1970. Tytuł wywalczył Antonín Šváb z Czechosłowacji.

## Historia i zasady
Jednodniowy finał rozegrany w szwedzkim Nässjö poprzedziły dwa dwudniowe półfinały rozgrywane w RFN i Związku Radzieckim. Z każdego półfinału mogło awansować maksymalnie dwóch reprezentantów jednego państwa.
Półfinał w Inzell (21–22 lutego)
W półfinale brali udział zawodnicy z RFN, Szwecji, Związku Radzieckiego, Czechosłowacji i Wielkiej Brytanii. Najlepszym okazał się Szwed Kurt Westlund z 29 punktami na koncie, z kompletem w pierwszym dniu zmagań, w drugim zdobywając 14 punktów, ulegając jednie Gabdrachmanowi Kadyrowowi, który gromadząc 28 oczek zakończył półfinał na 2 miejscu. 3. miejsce zajął jego rodak Walerij Katiużanski.
Półfinał w Ufie (21–22 lutego)
Uczestnikami półfinału byli zawodnicy Związku Radzieckiego, Szwecji, Czechosłowacji, Bułgarii, Mongolii, Węgier i Finlandii. Dwa pierwsze miejsca zajęli zawodnicy gospodarzy: Jurij Dubinin i Jurij Łombocki. Trzecim zawodnikiem w klasyfikacji dwudniowych zawodów był Antonín Šváb.
Finał (8 marca)
Zawody zostały rozegranie na trzystumetrowym torze, który charakteryzował się krótkimi prostymi i wąskimi wirażami o dużym promieniu, które nie sprzyjały wyprzedzaniu. Mistrzem świata z kompletem 15 punktów został Antonín Šváb, uczestnik wszystkich dotychczasowych mistrzostw świata i Europy. Już w pierwszej serii startów Czech pokonał obrońcę tytułu – Kadyrowa, który na starcie otworzył gaz tak gwałtownie, że jego motocykl postawiło do pionu, przez co nie liczył się w walce o biegowe zwycięstwo, a wywalczył 2 punkty po wyprzedzeniu Szwedów Samuelssona i Johanssona. Stracony punkt i wygrane pozostałe biegi pozwoliły Kadyrowowi zdobyć tytuł wicemistrzowski. O przyznaniu brązowego medalu zdecydował bieg dodatkowy w którym Kurt Westlund pokonał Conny'ego Samuelssona.

## Uczestnicy
Obsada mistrzostw została ustalona na podstawie półfinałów rozegranych w RFN i Związku Radzieckim. Z każdego półfinału awansowało po 8 zawodników, przy czym nie więcej niż dwóch z każdego kraju. Zakwalifikowanego do finału Mongoła Dżalbugijna Serdżbudee zastąpił Fin Esko Koponen. W finale zawodnikiem rezerwowym był Olle Åhnström.

### Zakwalifikowani zawodnicy
| Kurt Westlund – zwycięzca półfinału w Inzell Gabdrachman Kadyrow – 2. miejsce w półfinale w Inzell Walerij Katiużanski – 3. miejsce w półfinale w Inzell Jaroslav Machač – 4. miejsce w półfinale w Inzell Andrew Ross – 5. miejsce w półfinale w Inzell Yngve Nilsson – 6. miejsce w półfinale w Inzell Hans Siegl – 9. miejsce w półfinale w Inzell Antonín Kasper – 10. miejsce w półfinale w Inzell | Jurij Dubinin – zwycięzca półfinału w Ufie Jurij Łombocki – 2. miejsce w półfinale w Ufie Antonín Šváb – 3. miejsce w półfinale w Ufie Conny Samuelsson – 5. miejsce w półfinale w Ufie Hans Johansson – 6. miejsce w półfinale w Ufie Stanislav Kubíček – 7. miejsce w półfinale w Ufie Dżalbugijn Serdżbudee – 8. miejsce w półfinale w Ufie Petyr Petkow – 9. miejsce w półfinale w Ufie Esko Koponen – awans z półfinału w Ufie |

## Terminarz
| Etap     | Data         | Stadion      | Miasto | Zwycięzca           |
| -------- | ------------ | ------------ | ------ | ------------------- |
| Półfinał | 21–22 lutego | Eisstadion   | Inzell | Kurt Westlund       |
| Półfinał | 21–22 lutego | Stroitiel    | Ufa    | Antonín Šváb        |
| Finał    | 8 marca      | Motorstadion | Nässjö | Gabdrachman Kadyrow |

## Klasyfikacja końcowa
| Poz | Zawodnik            | 1  | 2  | 3  | 4  | 5  | + | Punkty |
| --- | ------------------- | -- | -- | -- | -- | -- | - | ------ |
| 1   | Antonín Šváb        | 3  | 3  | 3  | 3  | 3  |   | 15     |
| 2   | Gabdrachman Kadyrow | 2  | 3  | 3  | 3  | 3  |   | 14     |
| 3   | Kurt Westlund       | 3  | 3  | 1  | 3  | 2  | 3 | 12+3   |
| 4   | Conny Samuelsson    | 1  | 3  | 3  | 2  | 3  | 2 | 12+2   |
| 5   | Walerij Katiużanski | d  | 2  | 2  | 3  | 2  |   | 9      |
| 6   | Jurij Dubinin       | 3  | 2  | 0  | 2  | 2  |   | 9      |
| 7   | Andrew Ross         | 3  | 2  | 1  | 1  | 2  |   | 9      |
| 8   | Jurij Łombocki      | 0  | 1  | 2  | 2  | 3  |   | 8      |
| 9   | Hans Siegl          | 2  | 1  | 2  | 1  | ns |   | 6      |
| 10  | Jaroslav Machač     | 2  | 0  | 1  | 2  | 1  |   | 6      |
| 11  | Hans Johansson      | u  | 1  | 3  | 1  | 1  |   | 6      |
| 12  | Petyr Petkow        | 2  | 0  | 2  | 0  | 1  |   | 5      |
| 13  | Yngve Nilsson       | 1  | 2  | 1  | d  | d  |   | 4      |
| 14  | Antonín Kasper      | 1  | 1  | 0  | 0  | 1  |   | 3      |
| 15  | Stanislav Kubíček   | 0  | 0  | 0  | 1  | 0  |   | 1      |
| 16  | Esko Koponen        | 1  | 0  | 0  | 0  | 0  |   | 1      |
| 17  | Olle Åhnström       | ns | ns | ns | ns | 0  |   | 0      |